# Marco Antonio Gentile
Marco Antonio Gentile (Gênes, 1723-1798) est un doge de Gênes du 8 mars 1781 au 8 mars 1783.

## Biographie
Marco Antonio Gentile qui est né à Gênes en 1723 appartient à une famille de la noblesse génoise faisant partie du cercle des « Magnifici » (magnifiques), c'est-à-dire les nobles les plus importants inscrits au Livre d'or et qui constituaient l'oligarchie politique et financière de la république de Gênes et le vivier dans lequel sont choisis les membres pouvant accéder aux plus hautes fonctions de l'état, dont le doge.
Marco Antonio Gentile est élu doge le 8 mars 1781. Il est estimé comme étant un «porteur de guigne », en effet le jour de son élection, un violent orage éclate, un éclair entre dans la salle du trône et un mur s'écroule et provoque la mort de 20 personnes dont trois bonnes sœurs. Pendant l'hiver une terrible gelée anéantit pratiquement tous les oliviers et arbres d'agrumes de la Ligurie, pour un dommage avoisinant 10 000 000 lires.
Marco Antonio Gentile est néanmoins respecté par les génois, il enrichit la bibliothèque citadine, agrandit le jardin botanique et est le premier doge qui visite l'université. Il milite pour une politique étrangère active basée sur une alliance avec l'Empire austro-hongrois et l'Angleterre.
Son mandat de doge prend fin le 8 mars 1783. En 1785, il fait de nouveau acte de candidature mais sans succès.
En effet, une confrontation a lieu entre la faction conservatrice de le République qui veut accroître le pouvoir du doge et celle plus libérale qui veut réformer la constitution républicaine afin de la transformer en monarchie constitutionnelle. Finalement ce fut cette dernière qui fit élire son représentant Gian Carlo Pallavicino.
Marco Antonio Gentile meurt à Gênes en  1798 à l'âge de 75 ans.

## Source de la traduction
- (it) Cet article est partiellement ou en totalité issu de l’article de Wikipédia en italien intitulé « Marco Antonio Gentile » (voir la liste des auteurs).

### bibliographie
- (it) Sergio Buonadonna et Mario Mercenaro, Rosso doge. I dogi della Repubblica di Genova dal 1339 al 1797, Gênes, De Ferrari, 2007
- (it) Indro Montanelli, Storia d'Italia, vol. 22